# Antun Dunković
Anton Dunković (Virovitica, 7 juni 1981) is een Kroatisch voetballer.
Dunković speelde steeds in zijn vaderland, bij NK Pomorac, HNK Rijeka, NK Slaven Belupo en NK Croatia Sesvete, voordat hij in 2007 door KV Mechelen naar België werd gehaald, waar hij op 20 januari zijn debuut maakte. Op zondag 7 augustus 2011 tekende hij een contract bij RAFC waar hij tijdens de fandag officieel voorgesteld werd. Op 20 november 2011 werd dit contract ontbonden. Vervolgens speelde Dunković nog bij drie Kroatische clubs uit de 2. Hrvatska Nogometna Liga en 3. Hrvatska Nogometna Liga, waarna hij verkaste naar Albanië naar Partizan Tirana. Zes maanden later keerde de Kroaat terug naar NK Opatija.
| seizoen | club                | land    | competitie          | wed. | goals |
| ------- | ------------------- | ------- | ------------------- | ---- | ----- |
| 1998/99 | Mladost             | Kroatië |                     | 8    | 0     |
| 1999/00 | Mladost             | Kroatië |                     | 0    | 0     |
| 2000/01 | NK Pomorac Kostrena | Kroatië | Druga HNL           | 25   | 5     |
| 2001/02 | NK Pomorac Kostrena | Kroatië | Prva HNL            | 25   | 0     |
| 2002/03 | NK Pomorac Kostrena | Kroatië | Prva HNL            | 31   | 3     |
| 2003/04 | NK Pomorac Kostrena | Kroatië | Druga HNL           | 25   | 6     |
| 2004/05 | HNK Rijeka          | Kroatië | Prva HNL            | 25   | 2     |
| 2005/06 | Slaven Belupo       | Kroatië | Prva HNL            | 29   | 0     |
| 2006/07 | NK Croatia Sesvete  | Kroatië | Prva HNL            | 12   | 2     |
| 2006/07 | KV Mechelen         | België  | Tweede Klasse       | 23   | 3     |
| 2007/08 | KV Mechelen         | België  | Jupiler League      | 30   | 4     |
| 2008/09 | KV Mechelen         | België  | Jupiler League      | 28   | 0     |
| 2009/10 | KV Mechelen         | België  | Jupiler League      | 7    | 1     |
| 2009/10 | KV Mechelen         | België  | Play-Off II A       | 0    | 0     |
| 2010/11 | KV Mechelen         | België  | Jupiler Pro League  | 4    | 0     |
| 2010/11 | KV Mechelen         | België  | Play-Off II A       | 0    | 0     |
| 2011/12 | Antwerp FC          | België  | Tweede Klasse       | 13   | 1     |
| 2011/12 | NK Crikvenica       | Kroatië | Treća HNL           |      |       |
| 2012/13 | NK Pomorac Kostrena | Kroatië | Druga HNL           | 27   | 2     |
| 2013/14 | NK Opatija          | Kroatië | Treća HNL           | 0    | 0     |
| 2013/14 | Partizan Tirana     | Albanië | Kategoria Superiore | 7    | 0     |
| 2014/15 | NK Opatija          | Kroatië | Treća HNL           |      |       |
| Totaal  | Totaal              | Totaal  | Totaal              | 319  | 29    |